# 嘉新路 (岡山區)
嘉新路（Jiaxin Rd.）為高雄市岡山區的東西向道路，東起銜接大莊路，西止於岡山路口由河華路續接，本道路共分成兩個部份，岡山區成功路為分段點。

## 行經行政區域
- 岡山區

## 沿線設施
（由東至西）
- 嘉新東路：
  - 岡山魚市場（新址）
  - 嘉新水泥股份有限公司
  - 朝宇航太科技股份有限公司
  - 聯華氣體工業股份有限公司岡山廠
  - 萊爾富岡山仁貴店
  - 7-ELEVEN台興門市
  - 台上里活動中心
- 嘉新西路：
  - 嘉新西路陸橋
  - 高雄市政府環境保護局岡山區清潔隊
  - 岡山區岡山里活動中心
  - 超群體育館

## 公共自行車
- 高雄市公共自行車租賃系統：
  - 台上里活動中心：嘉新東路139之1號

## 相關連結
- 高雄市主要道路列表